# Аборты в Лаосе
Аборт в Лаосе был в целом незаконным до 2021 года, когда в закон были внесены изменения, разрешающие прерывание беременности при определённых обстоятельствах.
Согласно новому законодательству аборт разрешён в случаях:
- Беременная женщина страдает серьёзными заболеваниями, включая болезни сердца, крови, проблемы с психическим здоровьем, рак, заболевания почек и другие, перечисленные в законодательстве.
- Беременная женщина является членом малообеспеченной семьи, имеет уже более четырёх детей или не достигла совершеннолетия.
- Плод имеет умственную отсталость или подвергся воздействию яда или радиации более 15 рад.
- Если плоду грозит выкидыш.
- Беременность была результатом изнасилования или ошибки контрацепции.

## Общественное мнение
В целом, у лаосского народа негативные ассоциации с абортами. Исследование, опубликованное в 2020 году, показало, что только каждый из трёх лаосских подростков был осведомлён об индуцированном аборте. Однако из них 71% считали, что решение сделать аборт должно быть личным выбором женщины.